# Horst Grysczyk
Horst Grysczyk (* 1935) ist ein deutscher Verwaltungsjurist. Er war von 1992 bis 2000 Präsident des Rechnungshofes von Berlin.

## Leben
Nach Studium der Rechtswissenschaft trat Grysczyk 1968 bei der Berliner Senatsverwaltung für Inneres in den Verwaltungsdienst ein. Von 1977 bis 1991 war er als Senatsdirigent ein Abteilungsleiter in der Finanzverwaltung des Landes, dabei von Juni 1990 bis Januar 1991 war er Stellvertreter des Ost-Berliner Finanzstadtrates Bernd Fritsche.
Zum 1. Januar 1992 wurde er zum Präsidenten des Rechnungshofs von Berlin ernannt, dem er bis zu seinem Eintritt in den Ruhestand im November 2000 vorstand. Er ist Mitglied des Verwaltungsrats des Zoos und des Tierparks und wurde im März 2002 als stellvertretendes Mitglied in den Stiftungsrat der Stiftung Stadtmuseum berufen.

## Ehrungen
- 30. November 2000: Verdienstorden des Landes Berlin